# Histoire évolutive des dents
Les dents sont des organes minéralisés extrêmement durs situés à l'entrée de l'appareil digestif de nombreux vertébrés. Elles sont apparues chez l'ancêtre des Gnathostomes (Vertébrés à mâchoire) il y a environ 440 millions d'années. Elles sont probablement issues des odontodes, structures dermo-épidermiques en forme de tubercules coniques qui étaient disposés régulièrement sur toute la surface des Placodermes, groupe frère des Gnathostomes. Les dents ont ensuite évolué de manière très différente dans les différentes lignées de Vertébrés. Ainsi, on peut observer une différenciation des dents des Mammifères en types dentaires très distincts, ou même une perte complète des dents comme chez les Oiseaux.

## Les "dents" chez les agnathes préhistoriques
Des formes de "dents" existent chez les conodontes et chez d'autres poissons agnathes préhistoriques.
Leur existence a suscité la mise en place des hypothèses dites inside out (apparition de dents dans la bouche, puis migration sous la forme d'odontodes sur la peau) ou outside in (apparition des odontodes sur la peau puis migration de ceux-ci dans la cavité buccale).

## L'apparition des dents chez les Gnathostomes
Les gnathostomes de type acanthodiens sont apparus il y a environ 440 millions d'années, ayant évolué à partir d'une branche de poisson agnathes quelques millions d'années seulement après l'apparition de ces derniers. Ils étaient munis de mâchoires dentigères portant des dents pointues. 

## Évolution des dents chez lesSauropsides

### La perte des dents chez lesoiseaux
L'étude du génome de différentes espèces d'oiseaux permet de dater la perte des dents par les ancêtres des oiseaux actuels à 116 millions d'années.

## Évolution des dents chez lesMammifères

### Régionalisation des dents
Les premiers synapsides possédaient une denture isomorphe, c'est-à-dire que toutes les dents de la mâchoire avaient la même forme, ainsi que le montrent les fossiles de pélycosaures (synapsides non thérapsides) comme ceux de dimétrodon. On observe déjà un début de régionalisation chez les premiers thérapsides, chez lesquels on distingue des incisives, des canines et des post-canines. Il existe de plus une dent particulière située en avant de la canine, appelée précanine. L'apparition de l'hétérodontie, c'est-à-dire de la différenciation de plusieurs types dentaires, a donc eu lieu chez l'ancêtre des Thérapsides. Chez les Mammaliaformes, la régionalisation continue, et les molaires et les prémolaires se différencient à partir des post-canines. Par la suite, cette régionalisation s'accentue, et une différenciation des dents d'un même type dentaire se développe souvent, mais aucun nouveau type dentaire n'apparaît. On observe cependant plusieurs fois la perte d'un ou plusieurs types dentaires, comme chez les monotrèmes, dépourvus d'incisives et de canines.
Les incisives ont pour fonction la préhension et le cisaillement des aliments, les canines le déchirement des aliments, les préparant ainsi à la trituration par les post-canines (dents cuspidées).

### Évolution de la formule dentaire

Arbre phylogénétique des Cynodontes aux Mammifères montrant l'évolution de la formule dentaire au cours du Mésozoïque. Légende des nœuds (losanges): 1-Cynodontia; 2-Mammaliforms; 3-Crown Mammalia; 4-Monotrèmes; 5-Eutrichonodontids; 6-Trechnotherians; 7-Sphalacotheroids; 8-Crown Therians.

On observe une tendance générale à la réduction du nombre de dents chez les Mammifères. Les dents jugales (molaires et prémolaires) sont le plus souvent perdues, mais le nombre d'incisives est souvent réduit lui-aussi, et la perte des canines a eu lieu plusieurs fois indépendamment. Cette réduction ne correspond pourtant pas à une même pression de sélection exercée sur l'ensemble des Mammifères, et aucun mécanisme global de cette réduction n'a été mis en évidence. Cette réduction semble être, dans chaque cas, une adaptation au régime alimentaire. Les mécanismes développementaux à l'origine de ces pertes de dents ne sont pas élucidés.
Une évolution semble encore rapide chez l'Homme, généralement attribuée à une pression de sélection réduite en raison d'un accès amélioré aux soins dentaires, à une généralisation de la cuisson, et à de profonds changements de régime alimentaire,. Une règle mathématique simple semble caractériser la tendance (gradient morphogénétique) observée chez les hominidés en termes de taille de dents.